# Drawn to Life
Drawn To Life é um jogo eletrônico de plataforma de ação e aventura para o Nintendo DS desenvolvido pela 5th Cell e publicado pela THQ em 2007.
O jogo consiste em criar um personagem e derrotar os monstros presentes nos vários portais, de modo a recolher as diversas páginas do Livro da Vida e trazer de volta os habitantes de uma aldeia de raposas.
Duas sequências foram lançadas, ambas sob o título Drawn to Life: The Next Chapter, para o DS e no Wii. Um título derivado, Drawn to Life: SpongeBob SquarePants Edition (baseado no episódio "Frankendoodle" do SpongeBob SquarePants), foi desenvolvido pela Altron para o DS.